# Bangaranatha, Bangarapet
Bangaranatha là một làng thuộc tehsil Bangarapet, huyện Kolar, bang Karnataka, Ấn Độ.